# الکساندر میکووایچاک
الکساندر میکووایچاک (لهستانی: Aleksander Mikołajczak؛ زادهٔ ۲۴ ژانویهٔ ۱۹۵۳) بازیگر اهل لهستان است.
از فیلم‌ها یا برنامه‌های تلویزیونی که وی در آن نقش داشته‌است، می‌توان به یوب، آخرین سلول خاکستری مغز، کورن‌بلومن‌بلائو،ترفند، شخص خیلی مهم، خودِ زندگی، نشانه‌گذاری‌شده، عملیات هیملر، سال‌های شیرین، تاج پادشاهان، قانون حقیقی، پدر متیو، شاپرک، تب، بخت کور، تقارن، ع چون عشق، طایفه، در خوشی و سختی، عشق اول، در خیابان سپولنی، رنگ‌های خوشبختی، هتل ۵۲ و بدهی اشاره کرد.